# Jugoslawische Eishockeyliga 1955/56
Die Saison 1955/56 war die 14. Spielzeit der jugoslawischen Eishockeyliga, der höchsten jugoslawischen Eishockeyspielklasse. Meister wurde zum ersten Mal in der Vereinsgeschichte überhaupt der S.D. Zagreb.

## Endplatzierungen
1. S.D. Zagreb
2. HK Jesenice
3. HK Ljubljana
4. HK Partizan Belgrad
5. HK Roter Stern Belgrad
6. KHL Mladost Zagreb